# تل شهاب
تل شهاب (به عربی: تل شهاب) یک روستا در سوریه است که در استان درعا واقع شده‌است. تل شهاب ۲۵٬۰۰۰ نفر جمعیت دارد.